# Kong Yan
Kong Yan (chiń. upr. 孔燕; pinyin Kǒng Yàn) – chińska zapaśniczka w stylu wolnym. Brązowa medalistka mistrzostw świata w 1995; piąta w 1996. Srebrny medal na mistrzostwach Azji w 1996 roku.